# هيرلاندير كويمبرا
هيرلاندير كويمبرا مواليد 16 يونيو 1968 في لواندا، هو لاعب كرة سلة أنغولي معتزل. لعب في الدوري الأنغولي لكرة السلة. مثّل منتخب بلاده. شارك في دورة الألعاب الأولمبية الصيفية سنة 1992. حقق المركز الأول في بطولة أمم أفريقيا لكرة السلة 1989. اعتزل اللعب في 2000.

## سجل المنافسة
شارك في المنافسات التالية:
- الألعاب الأولمبية الصيفية 2000
- الألعاب الأولمبية الصيفية 1996
- الألعاب الأولمبية الصيفية 1992

## الميداليات
| الميدالية | المسابقة                          |
| --------- | --------------------------------- |
| ذهبية     | بطولة أمم أفريقيا لكرة السلة 1989 |
| ذهبية     | بطولة أمم أفريقيا لكرة السلة 1992 |
| ذهبية     | بطولة أمم أفريقيا لكرة السلة 1993 |
| ذهبية     | بطولة أمم أفريقيا لكرة السلة 1995 |

## روابط خارجية
- هيرلاندير كويمبرا على موقع الاتحاد الدولي لكرة السلة (الإنجليزية)
- هيرلاندير كويمبرا على موقع الاتحاد الدولي لكرة السلة (الإنجليزية)
- هيرلاندير كويمبرا على موقع كرة السلة الأوروبية.كوم (الإنجليزية)
- هيرلاندير كويمبرا على موقع ريلجم (الإنجليزية)
- هيرلاندير كويمبرا على موقع بروبوليرز (الإنجليزية)
- هيرلاندير كويمبرا على موقع سبورتس رفرنس (الإنجليزية)
- هيرلاندير كويمبرا على موقع أوليمبيديا (الإنجليزية)